# Принцип Маха
Принцип Маха — гіпотеза, висловлена Ернстом Махом, про те, що інерційні властивості фізичного тіла зумовлені всіма іншими тілами у Всесвіті. В загальному формулюванні гіпотетичний принцип Маха означає, що існує зв'язок між локальними фізичними законами та будовою всього Всесвіту.
Справедливість чи несправедливість припущення Маха достеменно не встановлена.